# 奥村鋭作
奥村 鋭作（おくむら えいさく、1870年6月18日〈明治3年5月20日〉 - 1945年〈昭和20年〉11月12日）は、明治・大正期の陸軍軍人。最終階級は陸軍中将。功四級[官報第7030号号外「叙任及辞令」1906年12月4日]。

## 経歴
三重県河藝郡（かわげぐん）玉垣村（鈴鹿市）出身。父は要蔵（伊勢亀山藩士）で、母は（柘植）たき。明治24年（1891年）に陸軍士官学校卒業（陸士2期）、日清戦争に動員された後に陸軍大学校に入学し、明治32年（1899年）に同大学校を優等で卒業（陸大13期恩賜）。明治35年（1902年）9月にオーストリア・ハンガリー二重帝国首都ウィーンに向けて出発。明治36～37年にチロル王立猟兵第4連隊(ザルツブルク；Tiroler Kaiserjäger 4. Regiment)に隊付。明治37年（1904年）、日露戦争勃発により日本に緊急帰国。明治39年（1906年）4月にふたたびオーストリア・ハンガリー二重帝国首都ウィーンに向けて出発。明治39年夏に（オーストリア・ハンガリー二重帝国）陸軍射撃学校（Armeeschießschule）に入学・卒業。明治40年（1907年）、（オーストリア・ハンガリー二重帝国）第九十九メーレン（モラビア）歩兵連隊（99. Mährisches Infanterieregiment）に隊付後、帰国。
1911年（明治44年）1月、陸軍歩兵大佐進級と同時に歩兵第19連隊長に着任し、1914年（大正3年）8月に参謀本部外国戦史課長に転じた。1916年（大正5年）5月、陸軍少将進級と同時に歩兵第32旅団長に就任し、1919年（大正8年）7月に陸軍中将昇進と同時に待命。同年11月、予備役に編入された。

## 栄典
位階
- 1892年（明治25年）7月6日 - 正八位[6]
- 1895年（明治28年）2月28日 - 従七位[7]
- 1898年（明治31年）12月22日 - 正七位[8]
- 1907年（明治40年）12月27日 - 正六位[9]
- 1911年（明治44年）3月20日 - 従五位[10]
- 1916年（大正5年）4月10日 - 正五位[11]
- 1919年（大正8年）7月25日 - 従四位[12]

勲章等
- 1901年（明治34年）12月28日 - 勲五等瑞宝章[13]
- 1902年（明治35年）5月10日 - 明治三十三年従軍記章[14]
- 1906年（明治39年）4月1日‐功四級金鵄勲章・勲四等旭日小綬章[官報第7030号号外「叙任及辞令」1906年12月4日]
- 1914年（大正3年）5月16日 - 勲三等瑞宝章[15]
- 1915年（大正4年）11月7日 - 旭日中綬章・大正三四年従軍記章[16]
- 1919年（大正8年）12月15日 - 戦捷記章[17]
- 1940年（昭和15年）8月15日 - 紀元二千六百年祝典記念章[18]

## 訳書
- ベルンド・オット著、誉田（ほんだ）甚八・奥村鋭作共訳『戦争の統計的観察　全』偕行社、明治35年。